# Sudamerican Rockers
Sudamerican Rockers es una serie de televisión chilena dirigida por Jordi Bachs, basada en la historia del grupo de rock chileno Los Prisioneros. Fue producida por el canal Chilevisión para conmemorar los 30 años de la publicación del disco debut de la banda, La voz de los '80, y se estrenó el 13 de agosto de 2014.
Cuenta en sus roles protagónicos a los actores Michael Silva, Diego Boggioni y Eduardo Fernández como Jorge González, Claudio Narea y Miguel Tapia, respectivamente. El reparto incluye además a destacados actores nacionales como Paulina Urrutia, Roberto Farías, Héctor Noguera, Erto Pantoja, Alejandro Trejo, Cristián Carvajal, Alex Zisis y Rodolfo Pulgar, entre otros.
Originalmente se planeó una única temporada de 12 capítulos, con un presupuesto de 400 mil dólares por episodio. Debido a los buenos niveles de audiencia que obtuvo la serie, el 30 de septiembre de 2014 Chilevisión confirmó la realización de una segunda temporada de 6 capítulos, la cual ya se había anunciado extraoficialmente a principios del mismo mes. La segunda temporada comenzó una semana después de la emisión del capítulo 12, por lo que se le puede considerar como parte de una única temporada de 18 episodios.
El nombre Sudamerican Rockers hace referencia a la canción We are sudamerican rockers. Su primer título tentativo fue Ya viene la fuerza, basado en el tema La voz de los 80.
En diciembre de 2015, Chilevisión anunció una reemisión de la serie durante el verano 2016.

## Argumento
Trata la historia de tres muchachos del Liceo N.º 6 de la comuna de San Miguel, en Santiago, que a finales de los años 1970 deciden crear una banda de rock entre amigos, primero conocida como Los Vinchukas y más tarde como Los Prisioneros. La primera temporada de la serie cubre el periodo desde el nacimiento del grupo (1979) hasta el lanzamiento de su primer disco, La voz de los '80 (1984).
Los 6 episodios de la segunda temporada tratan la grabación de sus dos álbumes posteriores (Pateando piedras de 1986 y La cultura de la basura de 1987). También las primeras giras, los conflictos provocados por la fama y la censura que sufrió la banda durante la dictadura militar.

## Producción y controversia
Sudamerican Rockers fue concebida como una expansión de la película Miguel San Miguel (2012), que también narra el origen de la banda pero desde la perspectiva de Miguel Tapia (el título original de Miguel San Miguel era precisamente Sudamerican Rockers). Sin embargo, al contrario de la película, en la que participó el propio Tapia, la serie no contó con la colaboración de ninguno de los exintegrantes de Los Prisioneros.
Tapia, de hecho, en un primer momento se rehusó a autorizar el uso del nombre de la banda, el cual está registrado como marca de su propiedad. Asimismo, Jorge González, después de ser contactado por Chilevisión durante su estadía en el país con motivo de su presentación en el Festival de Viña del Mar 2013, se negó a ceder los derechos de sus canciones, por lo que todos los temas son covers interpretados por los propios actores. Finalmente, Claudio Narea criticó duramente la serie aun antes de su estreno, ya que, según él, "casi todo lo que sale allí es falso".

Cuando tuve [el guion] en mis manos me di cuenta que en la historia televisiva yo soy el conflictivo, el envidioso, el que siempre está peleando con los demás, especialmente con Jorge. Es un guion hecho para agradar a mi ex amigo. Todas las situaciones son falsas, pero son reales nuestros nombres y quiebres importantes. En realidad toda la trama es una burda caricatura de nosotros. Ni siquiera hicieron una investigación seria, no les importó. Está claro, la motivación no fue mostrar a los tres chicos de San Miguel que aprendieron a tocar sus instrumentos y salieron adelante. Lo que realmente llevaron a la pantalla es una ficción tendenciosa de la "historia oficial". Aquella en la cual triunfamos en un Chile gobernado por Pinochet y terminamos peleados por una mujer.
Claudio Narea, Los Prisioneros: Biografía de una amistad (2014).

El productor ejecutivo Rodrigo Díaz respondió a las críticas argumentando que el proyecto no era un documental, sino una "ficción" inspirada libremente en la historia de Los Prisioneros.
También se ha hecho notar la similitud de sus títulos de crédito con los de la serie de HBO True Detective.

### Reunión de Los Prisioneros
Gracias al renovado interés por Los Prisioneros que despertó la serie, en septiembre de 2014 Chilevisión ofreció a Jorge González la oportunidad de reunirse con su excompañero Miguel Tapia en un concierto que se realizaría en el Estadio Nacional, intentado replicar el espíritu de la reunión de la banda en 2001. González, sin embargo, rechazó la propuesta de inmediato y descartó definitivamente volver a tocar alguna vez con los demás miembros del grupo. El proyecto no tenía considerado a Claudio Narea debido a su conflicto personal con González y sus críticas a la serie.
Tapia y González se reunirían eventualmente durante el concierto en homenaje a este último, celebrado el 27 de noviembre de 2015 en el Movistar Arena de Santiago.

## Elenco
Para el papel de Jorge González se escogió a Michael Silva, actor de teatro sin experiencia previa en televisión, a través de un casting en el que participaron cerca de 400 jóvenes.
Los actores Diego Boggioni (Claudio Narea) y Eduardo Fernández (Miguel Tapia) ya habían interpretado a los mismos personajes en la película Miguel San Miguel.
Alex Quevedo, que también participó en Miguel San Miguel, interpretando a Roque Villagra, aparece en Sudamerican Rockers como Arcaico Peña, personaje basado en Villagra.
Al tratarse de una serie de ficción sobre hechos verídicos, algunos personajes son ficticios o están basados en personas reales pero con un nombre diferente para evitar problemas legales por concepto de imagen.

### Reparto
- Michael Silva como Jorge González
- Diego Boggioni como Claudio Narea
- Eduardo Fernández como Miguel Tapia
- Roberto Farías como Jeremías González (Jorge González Ramírez)
- Paulina Urrutia como Carmen Rivas (Aida Ríos)
- Darío Oyarzún como Julio González (Marco González)
- Alex Quevedo como Arcaico Peña (Roque Villagra)
- Diego Noguera como Feña (Carlos Fonseca)
- Alex Zisis como Antonio (Mario Fonseca)
- Katherine Muñoz como Natalia Vergara (Claudia Carvajal)
- Valentina Flores como Sandra Yáñez
- Juana Viale como Celeste (Jacqueline Fresard)
- Héctor Noguera como Alfredo, padre de Celeste
- Liliana García como madre de Celeste
- Cristián Carvajal como José Ríos, profesor de filosofía
- Rodolfo Pulgar como Barrientos, director del Liceo 6
- Alejandro Trejo como Ubilla, profesor de historia
- Daniel Antivilo como Ulloa, inspector del liceo
- Natalia Reddersen como Lucy
- Pelusa Troncoso como madre de Miguel
- Rafael Ahumada como padre de Miguel
- Claudia Cabezas como Silvia Tapia
- Juan Pablo Miranda como Vicente Ruiz
- Mario Bustos como Mario Peña, padre de Arcaico
- Ignacio Massa como Álvaro Beltrán
- Ricardo Vergara como Rodrigo Beltrán
- Pedro Muñoz como Raúl Maturana
- Juan Esteban Montoya como Gustavo «Papa» Fuentes
- Antonio Zisis como Patricio Mosso
- Nathalia Aragonese como Cecilia Aguayo
- Ángela Lineros como Evelyn
- Belén Diaz como Lidia
- Alicia Rodríguez como Rosario
- Erto Pantoja como Carlos
- Daniela Mateluna como Myriam
- Valentina Acuña como Priscila
- Benjamín Olguín como Álvaro Henríquez
- Matías Reyes como Roberto «Titae» Lindl
- Claudio Espinoza como Alejandro «Caco» Lyon
- Nicolás Pérez como Cristián Galaz
- Gabriela Arancibia como Raquel[16]
- Constanza Araya como Clara
- Víctor Rojas como don Nibaldo
- Aldo Bernales como papá de Claudio
- Jorge López como compañero de clases de Jorge y Feña

(Entre paréntesis los nombres originales)

## Banda sonora
Además de covers y versiones instrumentales de canciones de Los Prisioneros, la banda sonora de Sudamerican Rockers incluye temas de artistas que influyeron a la banda, como The Clash, The Beatles, Elvis Presley, The Cars, Raphael, Sandro, Camilo Sesto o Salvatore Adamo, así como de grupos de la época como The Police, Falco o Yazoo.

## Premios
El 29 de diciembre de 2014 la serie fue galardonada con un premio APES al mejor aporte a la historia musical de Chile.